# Maori Cookovog Otočja
Maori Cookovog Otočja predstavljaju domorodačko stanovništvo 15 malih izoliranih pacifičkih otoka, koji su sastavni dio Novog Zelanda. Oko 9 000 ih živi na otočju, a prema podacima iz 2008. godine 58 011 ih je smješteno na glavnim novozelandskim otocima.
Južnu skupinu Cookovih otoka su naselili Polinežani u 4. i 5. stoljeću prije Krista. Prema svjedočanstvima predaka Maori Cookovog otočja su u rodu s Maorima Sjevernog i Južnog otoka Novog Zelanda. Od kraja 18. stoljeća imaju redovite kontakte s europskim istraživačima. Godine 1823. na Rarotongu stižu britanski misionari. Oni su uspostavili djelotvorni nadzor nad domorodačkim stanovništvom. Tek 2003. maorski jezik stječe status službenog jezika na Cookovom Otočju.

## Kultura
Kao ishod ekonomskih promjena i iseljavanja kultura domorodaca doživljava značajnu krizu. Tradicionalno, lokalni domoroci su se bavili poljoprivredom i ribolovom. Uzgoj kokosovih palmi, limuna, kave itd. još uvijek predstavlja važnu aktivnost, ali zbog zastarjelog sustava upravljanja zemljišta u zajednici, ona gubi svoju učinkovitost. Ribolov kao primarni izvor prihoda više se ne prakticira. Slabo je očuvana tradicija izgradnje tradicionalnih drvenih kuća sa slamnatim krovovima. Prema istraživačima, brzo su se izgubile jezične posebnosti, obrti, kuhinja i druge značajke koje razlikuju Maore Cookovog Otočja od ostalih domorodaca.
Prije usvajanja kršćanstva u 19. stoljeću, bila je rasprostranjena poligamija. Muškarci su se najviše posvećivali lovu, a žene poljoprivredi i odgoju djece. Danas, one obično nadziru obiteljski proračun. Obitelji su okupljene u srodnim zajednicama prema podrijetlu. Glave zajednice su vođe, koji još uvijek uživaju autoritet među ostalim članovima zajednice, ali nemaju značajnu političku ili ekonomsku moć. Među domorocima postoji percepcija da plemeniti čovjek treba biti debeo. Dakle, od adolescencije dječaci održavaju poseban način prehrane. Sada cijele obitelji idu u crkvu slaviti kršćanske blagdane.
Najbolje su očuvane vokalne i plesne tradicije, priče, legende i obiteljske priče.
Latinica je u 19. stoljeću prilagođena maorskom jeziku Cookovog Otočja, a 1880. godine na njega je Biblija prevedena. Ovaj jezik, nazivan i rarotonškim, ima 13 620 govornika na otočju i 7 725 drugdje na Novom Zelandu.

### Ples
Ples (ura) je važan dio kulture Cookovog Otočja. Dugo su ga zabranjivali kršćanski misionari, zbog njegove lascivne naravi i golotinje plesača, a već pola stoljeća poznata je obnova koja se temeljila i na tradiciji, a uključivala je suvremene elemente. Sve do šezdesetih godina 20. stoljeća još uvijek se smatralo neskromnim ženama, koje su nastupale u misionarskim haljinama, otkrivati pupak. Tih godina John Frisbie, pukapukaški plesač koji je živio 1950-ih na Havajima, na otočje uveo suknju hula napravljenu od kore puraua i nošene nisko na bokovima, kao i ideju sakriti grudi s dvije prepolovljene kokosove ljuske. Ovi plesovi imaju puno zajedničkih elemenata s onima na Tahitiju, iako svaki ima svoje specifičnosti. Na isti način svaki otok ima svoje osobitosti.
Općenito se razlikuje nekoliko vrsta plesova.
Ples kapa rima (doslovno "ljubljenje ruku") ima naglasak, kao što mu i ime govori, na kretnje rukama. Izvodi se solo ili u skupinama, a relativno je sporog tempa i popraćen romantičnim pjesmama. Ura pau (doslovno "plesni bubanj") karakterizira puno brži tempo i koreografija zasnovana na pokretu kukova za djevojčice i nogu za dječake. U Manihikiju ura pau zovu hupahupa, a naglasak je više na ritmičkom dinamizmu i gesturalnim specifičnostima (skokovi s jedne noge, kotrljanje na zemlju i sl.). Ura piani, ili ples harmonike, nastao je na Tahitiju nadahnut plesom europskih mornara koji su se na ove otoke iskrcali u 18. stoljeću. Ute je istodobno vrsta plesa i pjesme s koreografijom kao i s manje ili više improviziranim tekstovima. Muškarci uglavnom stoje iza žena koje sjede u polukrugu, a svaka improvizira vlastite geste.